# Piana di Amundsen

Mappa della regione antartica

La piana di Amundsen è una piana abissale dell'Antartide così denominata nel 1988 in associazione con la Costa di Amundsen dall'United States Board on Geographic Names in onore del capitano Roald Amundsen, l'esploratore norvegese che condusse la prima spedizione capace di raggiungere il Polo Sud nel 1911–1912.
La piana di Amundsen non va confusa con il bacino di Amundsen, che si trova all'altro estremo del globo, nel Mar Glaciale Artico.